# 陳振興
陳振興，MH（1981年4月24日—），香港唯一山地單車奧運會選手，民安隊少年團總指揮 （助理處長）。

## 簡歷
初中時期，陳振興已經接觸落山單車。後來曾經代表香港競逐公路賽及場地賽，但是最終因為喜愛山地車比較刺激，而選擇集中參與山地單車訓練及賽事。於2002年，陳振興轉為職業運動員，多次於全國山地車冠軍賽及亞洲賽奪獎。他有「山地興」和「山地王」的稱號。參加三次奧運會，五次亞運會，四次全運會，陳振興在02年才轉為全職運動員，21歲加入香港單車隊跟隨沈金康總教練，以公路兼山地車項目發展。多年來香港山地車項目只有一名全職運動員，就是陳振興一人，雖然長年累月獨自訓練，但單槍匹馬面對亞洲多個強國團隊，但仍站穩亞洲頂尖位置。 四年一度亞洲頂級賽事 亞洲運動會，在2010年和2014年男子山地車越野賽，分別奪得金牌和銀牌 全國運動會，在2009年和2013年男子山地車越野賽，分別奪得銀牌和銅牌。 2011年香港特區政府授勳，頒授榮譽勳章（MH） 2010年香港傑出運動員選舉獲得「香港最具潛質運動員」 2014年香港傑出運動員選舉獲得「香港最具體育精神運動員」 2016年香港傑出運動員選舉獲得「港協暨奧香會會長嘉許獎」

### 全國運動會
2009年，陳振興代表香港出戰山東全運會男子山地越野單車賽，為香港奪得該屆首面銀牌。他於比賽前5天因為急性腸炎入院，亦曾經發燒，僅在比賽前進行一課操練便出賽。
2013年，陳振興代表香港出戰遼寧全運會男子山地越野單車賽，為香港奪得該屆首面銅牌

### 亞運會
2010年，陳振興代表香港，取得男子山地車越野赛金牌。
2014年，陳振興代表香港，取得男子山地車越野赛銀牌。

### 2008年北京奧運會
2008年北京奧運會，陳振興第一次參加奧運會，體會到世界級比賽，在8圈比賽中，完成第6圈就被截停，成績40名。雖然未能完成，心情有點失落，我已經盡力，在準備奧運會過程已經學了很多，下一屆一定會完成，能夠參加奧運會，是每一位運動員夢寐以求，非常開心。

### 2012年 倫敦奧運
2012年倫敦奧運，陳振興在男子山地單車賽最終以1小時41分59秒，首次完成7個圈賽事，在50名車手中獲得第38名。陳振興興奮地說：「身為亞洲車手，體能比歐洲車手輸蝕，教練沈金康和我都希望在前40名完成，結果超出預期，成為我職業生涯最難忘的賽事。」

### 2016年 三戰奧運及退役
由於在計算奧運積分後，獲2015年亞洲山地單車錦標賽冠軍的日本車手山本幸平憑世界排名23名的成績直接奪得奧運資格，故亞錦賽的兩個奧運資格，便由亞軍的中國車手和季軍的陳振興取得。陳振興繼北京和倫敦奧運後，第三度參加奧運，亦成為香港代表團中最年長的一位。
2016年8月21日，陳振興出戰奧運山地單車賽，最終他以1小時14分54四秒完成賽事，在50名車手中排第32名，超越上屆第38名成績。他宣布在奧運會後退役，正式結束14年全職運動員生涯，轉任教練。他在奧運會閉幕禮獲選為持旗手，他對此表示「好開心」，令他的告別戰更添意義。

## 生平
於中華基督教會基新中學畢業。
2014年3月18日，陳振興與體育主播梁倩影結婚，其後誔下一子。

## 榮譽
- 香港特區政府嘉獎

榮譽勳章（MH）（2011年）
- 香港傑出運動員選舉

「香港最具潛質運動員」（2010年）
「香港最具體育精神運動員」（2014年）
「港協暨奧香會會長嘉許獎」（2016年）